# Kompagnon
Der Kompagnon ist eine alte Bezeichnung für Gesellschafter, Teilhaber oder Mitinhaber eines Geschäftes oder eines Handelsunternehmens. Die originäre Verwendung im Gesellschaftsrecht wurde auch auf andere Bereiche übertragen. Diese Bezeichnung wird in diesem Sinne seit dem 17. Jahrhundert gebraucht. Im 16. Jahrhundert bedeutete sie einfach Geselle und Brotgenosse.

## Etymologie
Entlehnt vom französischen compagnon für Geselle und Genosse leitet sich das Wort ursprünglich aus dem spätlateinischen companio (frz. copain) für Gefährte ab. Companio ist wiederum aus dem lateinischen Verb compaginare (sich zusammenschließen, sich vereinigen) bzw. Substantiv compages (Verbindung) ab.
Brot heißt im Französischen pain, im Lateinischen panis. Ein etymologischer Bezug zu Brot wird jedoch von Kluge für unwahrscheinlich gehalten. In den Vorsilben co-, com- und kum- steckt die ins Deutsche übertragene Bedeutung von mit-, wie z. B. in Mitglied. Verwandt sind die Bezeichnungen Kumpan bzw. Kumpel, Kompan und Kompanie. Im Französischen ist die deutschsprachige Bedeutung von Kompagnon Associé (Sozius).